# Козьмино (Ленский район)
Козьмино — село в Ленском районе Архангельской области. Входит в состав Козьминского сельского поселения.

## География
Находится в юго-восточной части Архангельской области на расстоянии приблизительно 45 км на юго-запад по прямой от административного центра района села Яренск на правобережье Вычегды.

## История
В 1859 году здесь (деревня Яренского уезда Вологодской губернии) было учтено 9 дворов.

## Население
Численность населения: 57 человек (1859 год), 369 (русские 96 %) в 2002 году, 285 в 2010.